# Ljiljana Stanković
Ljiljana Stanković (Љиљана Станковић), född 8 april 1925 i Niš, död 24 februari 2007 i Frankrike, var en jugoslavisk-svensk läkare.
Stanković, som var dotter till advokat Borivoje Gojković och Maria Vial, avlade studentexamen i Niš 1944, jugoslavisk läkarexamen i Zagreb 1953 och erhöll svensk läkarlegitimation 1969. Hon avlade jugoslavisk specialistexamen i ögonsjukdomar 1957 och blev svensk specialist i ögonsjukdomar 1970. Hon var underläkare på ögonkliniken i Niš 1953–1957, biträdande överläkare där 1957–1964, överläkare vid ögonkliniken i Bor 1965, genomgick oftalmologisk specialistutbildning i Chicago 1965–1966, var ögonspecialist och järnvägsöverläkare i Niš 1966–1967, tillförordnad underläkare samt underläkare och extra läkare vid ögonkliniken på Falköpings centrallasarett 1967–1970, blev biträdande överläkare där 1971 och överläkare vid ögonkliniken på Halmstads lasarett 1973.